# Farkas Gyula (hegedűművész)
Farkas Gyula (Budapest, 1921. augusztus 18. – Budapest, 1990. május 14.) hegedűművész, zenepedagógus, hangszerelő, karmester, prímás.

## Életpályája
Életét a magyar cigányzene szolgálatának szentelte. 18 éves korában saját zenekart alapított. 1950-ben az Állami Népi Együttes egyik alapító tagja, 1960-ig dolgozik ott, de már ez idő alatt megalapította a Rajkó Zenekart, aminek művészeti vezetője volt egészen haláláig, 1990. májusáig. A Rajkó zenekar alapítójaként és működtetőjeként egyedülálló sikereket ért el. 1952-ben alakult a ma már világszerte jól ismert és közkedvelt Rajkó Zenekar.
Farkas "Faresz” Gyula művészeti vezető, karmester az ország különböző pontjain élő roma fiatalok számára akart lehetőséget teremteni a cigányzene hagyományainak ápolására. A „rajkók” ezreit nevelte muzsikussá. Köztük Puka Károlyt, Lendvai "Csócsi" Józsefet, Mága Zoltánt, Berki Bélát, Lukács Tibort.
A világ zenei nagyságai még életében ismerték és elismerték. Álma volt – melyet meg is valósított – hogy a világ nagy színpadaira felkészítse és eljuttassa tanítványait: több ezer fiatal roma művész indult innen a világhír felé. Az elmúlt öt évtizedben a magyar cigányság zenei kultúráját öt kontinens több mint száz országában többek között az ő tolmácsolásukban ismerhette meg a közönség.
A Kodály Zoltán és Közéleti díjjal kitüntetett, a Nemzeti Ifjúsági Zenekar nevet viselő együttes fennállása 55. évfordulóját Virtuóz Varázs című jubileumi műsorával ünnepelte 2007. októberben, a Művészetek Palotája Bartók Béla Nemzeti Hangversenytermében.
A magyar kultúra és művelődéstörténet kiváló alakja, neki köszönhető, hogy a cigányzene korunkban még létezik. A huszadik század gyermeke volt, a múltat és a jelent kötötte össze nagy tudásával, értékmentő tenni akarásával.